# Export Import
Export Import je četrti studijski album slovenskega pop izvajalca Magnifica v sodelovanju s spremljevalno skupino Turbolentza, izdan leta 2003 pri založbi Menart Records. Album je zanj pomenil preboj v tujino – pesem »Hir aj kam hir aj go« je bila namreč uspešna po več evropskih državah. Všeč je bila tudi Robertu Cavalliju, italijanskemu modnemu oblikovalcu, ki jo je predvajal kot naslovno temo svoje nove kolekcije.

## Glasba
Glasba na albumu je bila opisana kot pop glasba z elektronskimi vplivi, nekatere pesmi pa kažejo tudi značilnosti mehiške in balkanske narodne glasbe.

## Kritični odziv
Kritični odziv na album je bil pozitiven in veliko glasbenih kritikov je izrazilo mnenje, da je bil to Magnificov najzrelejši album dotlej. Za multimedijski portal MMC RTV-SLO je Dušan Jesih pohvalil mešanico glasbenih ozadij, iz katerih je Magnifico pri pisanju pesmi izhajal, in rekel: »Imejte [ploščo] za glasbo z nekontroliranim poreklom ali art pop po balkansko; svojevrstne, ležerno provokativne, fankijaško šlagerske, tehno folk ali house regejaške skladbe učinkujejo pristno, iskreno, zapeljivo, skorajda ekstatično.«
Podobno je komentiral tudi Miha Štamcar za Mladino, na koncu pa je pristavil, da je »ena najboljših plošč letos v Ljubljani«. Na enak način je album pohvalil tudi Matic Slapšak za Žurerski vodnik po Ljubljani, čeprav je dodal, da sta po njegov mnenju inštrumentalni skladbi »Balkanto No. 1« in »Balkanto No. 2« razvlečeni.

## Seznam pesmi
| Št. | Naslov                    | Dolžina |
| --- | ------------------------- | ------- |
| 1.  | „Hir aj kam hir aj go‟    | 3:48    |
| 2.  | „Giv mi mani (Samo malo)‟ | 3:51    |
| 3.  | „Madona‟                  | 3:05    |
| 4.  | „Mehiko‟                  | 3:56    |
| 5.  | „Balkanto No. 1‟          | 5:23    |
| 6.  | „So izi‟                  | 2:41    |
| 7.  | „Zh ne sui pa pur tua‟    | 3:19    |
| 8.  | „Jenkiz in da harem‟      | 4:07    |
| 9.  | „Jedina‟                  | 3:07    |
| 10. | „Tu meni tu mach‟         | 4:54    |
| 11. | „Balkanto No. 2‟          | 8:44    |

| Bonus pesmi | Bonus pesmi               | Bonus pesmi |
| Št.         | Naslov                    | Dolžina     |
| ----------- | ------------------------- | ----------- |
| 12.         | „Dunavo‟                  | 1:28        |
| 13.         | „Giv mi mani‟             | 3:51        |
| 14.         | „Giv mi mani‟ (Turbo mix) | 3:09        |